# New Addictions Tour
New Addictions Tour es la séptima gira musical del grupo estadounidense R5, realizada para promocionar su quinto extended play New Addictions (2017). El recorrido inició el 17 de junio de 2017 en Hot Springs, Estados Unidos.

## Fechas
| Fecha                    | Ciudad                 | País                   | Lugar                                  | Acto de Apertura           |
| Etapa 1 - Norteamérica   | Etapa 1 - Norteamérica | Etapa 1 - Norteamérica | Etapa 1 - Norteamérica                 |                            |
| ------------------------ | ---------------------- | ---------------------- | -------------------------------------- | -------------------------- |
| 17 de junio de 2017      | Hot Springs            | Estados Unidos         | Timerwood Amphitheater                 | Ryland Lynch               |
| 24 de junio de 2017      | Denver                 | Estados Unidos         | Elitch Gardens                         | Ryland Lynch               |
| 26 de junio de 2017      | Chicago                | Estados Unidos         | Bottom Lounge                          | Hailey Knox Alexander Jean |
| 27 de junio de 2017      | Detroit                | Estados Unidos         | St. Andrew's Hall                      | Hailey Knox Alexander Jean |
| 28 de junio de 2017      | Toronto                | Canadá                 | Phoenix Concert Hall                   | Hailey Knox Alexander Jean |
| 30 de junio de 2017      | Boston                 | Estados Unidos         | Paradise                               | Hailey Knox Alexander Jean |
| 1 de julio de 2017       | Darien                 | Estados Unidos         | Darien Lake                            | Ryland                     |
| 2 de julio de 2017       | Filadelfia             | Estados Unidos         | TLA                                    | Hailey Knox Alexander Jean |
| 4 de julio de 2017       | Baltimore              | Estados Unidos         | Baltimore Sound Stage                  | Hailey Knox Alexander Jean |
| 5 de julio de 2017       | Charlotte              | Estados Unidos         | The Underground                        | Hailey Knox Alexander Jean |
| 7 de julio de 2017       | Atlanta                | Estados Unidos         | The Loft                               | Hailey Knox Alexander Jean |
| 8 de julio de 2017       | Orlando                | Estados Unidos         | The Plaza Live                         | Hailey Knox Alexander Jean |
| 10 de julio de 2017      | Houston                | Estados Unidos         | White Oak                              | Hailey Knox Alexander Jean |
| 11 de julio de 2017      | Dallas                 | Estados Unidos         | Trees                                  | Hailey Knox Alexander Jean |
| 12 de julio de 2017      | Austin                 | Estados Unidos         | Parish                                 | Hailey Knox New Beat Fund  |
| 14 de julio de 2017      | Tucson                 | Estados Unidos         | Phoenix Concert Hall                   | Hailey Knox New Beat Fund  |
| 15 de julio de 2017      | San Diego              | Estados Unidos         | Soma                                   | Hailey Knox New Beat Fund  |
| 16 de julio de 2017      | Pomona                 | Estados Unidos         | The Glasshouse                         | Hailey Knox New Beat Fund  |
| 17 de julio de 2017      | San Francisco          | Estados Unidos         | Great American Music Hall              | Hailey Knox New Beat Fund  |
| 19 de julio de 2017      | Seattle                | Estados Unidos         | The Crocodile                          | Hailey Knox New Beat Fund  |
| 20 de julio de 2017      | Portland               | Estados Unidos         | Wonder Ballroom                        | Hailey Knox New Beat Fund  |
| 10 de agosto de 2017     | Monterrey              | México                 | Arena Monterrey                        | Ryland Lynch               |
| 12 de agosto de 2017     | Guadalajara            | México                 | Teatro Diana                           | Ryland Lynch               |
| 13 de agosto de 2017     | Ciudad de México       | México                 | Pepsi Center WTC                       | Ryland Lynch               |
| 19 de agosto de 2017     | Oklahoma City          | Estados Unidos         | Starlight Amphitheater                 | Ryland Lynch               |
| Etapa 2 - Europa         |                        |                        |                                        |                            |
| 13 de septiembre de 2017 | Dublín                 | Irlanda                | Vicar Street                           | Ryland Lynch               |
| 14 de septiembre de 2017 | Belfast                | Irlanda                | Mandela Hall                           | Ryland Lynch               |
| 16 de septiembre de 2017 | Glasgow                | Reino Unido            | O2 ABC                                 | Ryland Lynch               |
| 17 de septiembre de 2017 | Nottingham             | Reino Unido            | Rock City                              | Ryland Lynch               |
| 18 de septiembre de 2017 | Bristol                | Reino Unido            | Fleece                                 | Ryland Lynch               |
| 20 de septiembre de 2017 | Mánchester             | Reino Unido            | O2 Ritz                                | Ryland Lynch               |
| 22 de septiembre de 2017 | Londres                | Reino Unido            | KOKO                                   | Ryland Lynch               |
| 24 de septiembre de 2017 | París                  | Francia                | Trianon                                | Ryland Lynch               |
| 26 de septiembre de 2017 | Amsterdam              | Países Bajos           | Melkweg                                | Ryland Lynch               |
| 27 de septiembre de 2017 | Copenhague             | Dinamarca              | Amager Bio                             | Ryland Lynch               |
| 29 de septiembre de 2017 | Oslo                   | Noruega                | Oslo Spektrum                          | Ryland Lynch               |
| 30 de septiembre de 2017 | Stockholm              | Suecia                 | Fryshuset                              | Ryland Lynch               |
| 1 de octubre de 2017     | Malmo                  | Suecia                 | KB                                     | Ryland Lynch               |
| 3 de octubre de 2017     | Berlín                 | Alemania               | Bi Nuu                                 | Ryland Lynch               |
| 4 de octubre de 2017     | Prague                 | República Checa        | Roxy                                   | Ryland Lynch               |
| 5 de octubre de 2017     | Vienna                 | Austria                | Wuk                                    | Ryland Lynch               |
| 6 de octubre de 2017     | Múnich                 | Alemania               | Technikum                              | Ryland Lynch               |
| 8 de octubre de 2017     | Antwerp                | Bélgica                | Trix                                   | Ryland Lynch               |
| 10 de octubre de 2017    | Zúrich                 | Suiza                  | Dynamo                                 | Ryland Lynch               |
| 11 de octubre de 2017    | Rome                   | Italia                 | Orion Live Club                        | Ryland Lynch               |
| 12 de octubre de 2017    | Milán                  | Italia                 | Live Club                              | Ryland Lynch               |
| 13 de octubre de 2017    | Lyon                   | Francia                | Ninkasi Kao                            | Ryland Lynch               |
| 15 de octubre de 2017    | Madrid                 | España                 | Palacio Vistalegre Arena               | Ryland Lynch               |
| 17 de octubre de 2017    | Barcelona              | España                 | Razzmatazz                             | Ryland Lynch               |
| 18 de octubre de 2017    | Toulouse               | Francia                | Conexión Live                          | Ryland Lynch               |
| 20 de octubre de 2017    | Koln                   | Alemania               | Jungle Club                            | Ryland Lynch               |
| 22 de octubre de 2017    | Warsaw                 | Polonia                | Progresja                              | Ryland Lynch               |
| Etapa 3 - Sudamérica     |                        |                        |                                        |                            |
| 26 de noviembre de 2017  | Sao Paulo              | Brasil                 | Audio Club                             | Ryland Lynch               |
| 28 de noviembre de 2017  | Buenos Aires           | Argentina              | Luna Park                              | Ryland Lynch               |
| 30 de noviembre de 2017  | Santiago               | Chile                  | Teatro Caupolicán                      | Ryland Lynch               |
| 2 de diciembre de 2017   | Lima                   | Perú                   | Anfiteatro del Parque de la Exposición | Ryland Lynch               |